# عبد الله بن حسن آل الشيخ
عبد الله بن حسن بن حسين آل الشيخ (1287 هـ- 1378 هـ) عالم وقاض نجدي سعودي، جعله الملك عبد العزيز آل سعود إمامًا في جيشه ومستشارًا في دولته، وعيَّنه إمامًا وخطيبًا ومدرِّسًا في الحرم المكِّي، وكلَّفه الخَطابةَ في عرفات عام 1344هـ، واستمرَّ فيها خطيبًا على مدار 32 عامًا، ليكون ثانيَ خطيب من خطباء عرفة في العهد السعودي. اشتَهَر بحَزْمه وجُرأته في الحق، مع سعة فهمه وحِلمه. تولى رئاسة القُضاة ورئاسة الأمر بالمعروف والنهي عن المنكر. وتولَّى مهمَّة مراقبة الكتب والمطبوعات الواردة إلى المملكة، والتحقُّق من سلامتها علميًّا وفكريًّا. وهو من أحفاد إمام الدعوة الإصلاحية في نجد محمد بن عبد الوهاب.

## أسرته
هو أبو محمد، عبد الله بن حسن بن حسين بن علي بن حسين بن محمد بن عبد الوهَّاب الوهيبي التميمي، من أسرة آل الشيخ المشهورة وهم من آل مُشرَّف عشيرة من المَعاضيد من فخذ آل زاخِر الذين هم بطن من الوُهَبة من بني حنظلة من قبيلة بني تميم.
جدُّه الأعلى حسين بن محمد بن عبد الوهاب (ت 1224هـ) قاضي الدرعية بعد والده، والمقدَّم في الإمامة والتدريس والفتوى. وجدُّه علي بن حسين (ت 1257هـ) القاضي العالم الفقيه له عدد من الفتاوى والنصائح. ووالده حَسن بن حُسين (ت 1341هـ) كان قاضيًا في الرياض وسدير والأفلاج.
خلَّف الشيخ عبد الله خمسة أبناء نشؤوا على نهج والدهم وهم: الشيخ محمد، وسماحة الشيخ عبد العزيز، والشيخ حسن، والشيخ إبراهيم، والشيخ أحمد، تولَّوا أرفع المناصب وزراء وخطباء في المسجد الحرام وغيرها من مناصب الدولة والقضاء.

## مولده ونشأته
ولد في مدينة الرياض في الثاني عشر من شهر محرم عام 1287هـ وحفظ القرآن في العاشرة من عمره، ثم شرع في طلب العلم، فتردد على حلقات علماء أشهرهم والده الشيخ حسن بن حسين.

## تعليمه وشيوخه
وشغل نفسه بتحصيل العلم وإدراك الفضائل، فأقبل عليه بهمة عالية وجد ومثابرة. درس على الشيخ حمد بن فارس علوم النحو واللغة، وكان نحوياً وفرضياً وفلكياً وفقيهاً متخصصاً، ومن شيوخه الشيخ عبد الله بن راشد بن جلعود، قرأ عليه علم الفرائض، وكان متخصصاً فيه، والشيخ محمد بن محمود الذي درس عليه الفقه وأصوله، والشيخ إسحاق بن عبد الرحمن الذي درس عليه التوحيد والعقائد والتفسير وغيرها.
ودرس على الشيخ عبد الله بن عبد اللطيف التوحيد والعقائد والحديث والتفسير، وعلى الشيخ سعد بن عتيق الفقه والحديث ومصطلحه وأسماء الرجال والتفسير وأصوله، فأجازه فيما تجوز له روايته من كتب التفسير والحديث، ولازمه ملازمة تامة، كما درس على الشيخ أحمد بن عيسى، والشيخ عبد الله بن سعد ال خرجي ال عائذ، والشيخ حسين بن حسن –أخيه الأكبر-، والشيخ سليمان الندوي، رئيس علماء الهند في زمنه، والشيخ ثناء الله بن الهندي، الملقب بأسد الهند، والشيخ عبد الله الغزنوي، والشيخ المقرئ علي بن داود وغيرهم.

## أعماله
تولى إمامة مسجد الإمام عبد الرحمن الفيصل –مسجد الديوانية– عام 1302هـ ولم يتجاوز عمره الخامسة عشر، وظل إماماً لهذا المسجد حتى عام 1329هـ، حين انتقل إمامًا إلى مسجد الظهيرة والتف حول المسجد عدد كبير من طلاب العلم، ولكن ما لبث الإمام عبد الرحمن الفيصل أن طلب من الشيخ ومن والده عودته لإمامة مسجد الديوانية، استجابة لطلب أهل المنطقة وإلحاحهم وشدة رغبتهم في عودته، فاستجاب لهذا، وباشر إمامة المسجد والتدريس فيه.
ولما أحذ الملك عبد العزيز في تحضير البادية وتوطينهم ببناء القرى لهم وإسكانهم فيها، بعث نخبة من العلماء الذين يحسنون تثقيف أهل البادية، وتوجيههم إلى جهة الخير في معاشهم ومعادهم، ودنياهم وآخرتهم. وكانت هجرة الأرطاوية من أكبر القرى والمجمعات التي أنشأها الملك عبد العزيز لتحضير البادية وتوطين أهلها، ويسكنها ما يزيد على عشرين ألفاً من المجاهدين، وكان يرأسها فيصل الدويش، رئيس عشائر مطير، فاختار لها الملك عبد العزيز الشيخ عبد الله، لإدراكه ورجاحة عقله وحنكته وعلمه، فمكث عاماً ونصف، يرشدهم في أمور دينهم، ويسكِّن من روعهم، وخفف من حدتهم وغلظتهم، ورفع جهلهم، وظل يعظهم بالحكمة والموعظة الحسنة حتى ألفوه وأحبوه، وحينما غادرهم بعد طلبه الملك عبد العزيز تأثروا لفراقه وحزنوا حزناً شديداً.
بعد أن أنجز رسالته في هجرة الأرطاوية بنجاح، أعاده الملك عبد العزيز إليه وعينه قاضياً وإماماً للجيش ومستشاراً له، فصحبه في رحلاته إلى القصيم وحائل، ثم بعثه مع ابنه فيصل إلى عسير عام 1340هـ ونصحه أن يستشير عبد الله ولا يخرج عن رأيه فعاد الملك فيصل ومعه الشيخ عبد الله إلى الرياض ظافراً ومنتصراً. وفي عام 1343هـ صحب الملك عبد العزيز وظل معه إماماً للجيش حتى يوم (الرغامة) المشهور في حصار جدة، فكان في طليعة الجيش، وإماماً له وموجهاً ومفتياً ومستشاراً للملك عبد العزيز وصحبه في أداء مناسك الحج سنيناً عديدة. وفي عام 1344هـ عينه الملك عبد العزيز إماماً وخطيباً ومدرساً ومرشداً في الحرم المكي، ثم اختاره رئيساً للقضاة عام 1346هـ خلفاً للشيخ عبد الله بن بليهد وأسند إليه رئاسة الأمر بالمعروف والنهي عن المنكر وتعيين الأئمة والمؤذنين والمرشدين والموجهين والمدرسين في المسجد الحرام، كما تولى مراقبة ما يرد إلى البلاد من المطبوعات والكتب التي توزع على طلبة العلم على نفقة الملك عبد العزيز.

## حلقاته وطلابه
تولى الشيخ عبد الله أعمالاً عديدة وأعباء متنوعة بين القضاء ورئاسته والوعظ والإرشاد والتوجيه والأمر بالمعروف والنهي عن المنكر، وكانت داره المطلة على الحرم المكي والمعروفة ((الداودية)) عامرة بطلاب العلم ورواده، وكان حريصاً على إيصال العلم بشتى الوسائل، ويحث طلابه على البحث والمراجعة والحفظ، وخصص لحلقته مكاناً بارزاً معروفاً في الحرم خلف موقع الإمام. كان يتفقد طلبة العلم ويبحث أحوالهم ويوجههم ويرشدهم ويساعدهم بما يحتاجون له من كتب العلم والنفقات الضرورية من ماله، ويتوسط لهم عند الملك لإجراء رواتب حتى يتفرغوا للدراسة.
تخرج على يده علماء كبار شغلوا مناصب رفيعة بين القضاء والتدريس والوعظ والإرشاد والإفتاء وغيرها وهم كثيرون يصعب حصرهم منهم: أخوه الشيخ عمر بن حسن، وابناه الشيخ عبد العزيز والشيخ حسن بن عبد الله، والشيخ عبد الرحمن بن عقلا، والشيخ عبد العزيز بن محمد الشثري، والشيخ محمد بن مشبب الوهابي والشيخ عبد الله بن إبراهيم العمار أول رئيس لهيئة الامر بالمعروف والنهي عن المنكر في الحرم المكي، والشيخ محمد بن عثمان الشاوي، والشيخ عبد الله بن فواز، والشيخ الفقيه علي الهندي، والشيخ سعيد التكروني المدني، والشيخ عبد الرحمن بن داود، والشيخ محمود الشويل، والشيخ محمد عبد الظاهر أبوالسمح أحد أئمة الحرم المكي، والشيخ حسين عزي، والشيخ سليمان أباضة المصري، والشيخ محمد حبيب، والشيخ صالح بن صغير، والشيخ ناصر بن عبد العزيز بن حسن، والشيخ عبد العزيز بن سوداء، والشيخ علي بن زيد، والشيخ إبراهيم بن حسين، والشيخ عبد الرحمن بن حسين، والشيخ محمد بن عبد العزيز بن عتيق، والشيخ عبد الله بن إسماعيل، والشيخ عبد الرحمن بن عبد العزيز آل الشيخ، والشيخ عبد الله بن عبد العزيز بن حسن آل الشيخ، والشيخ سليمان المشعلي، وغيرهم.

### منهجه التعليمي
كان على علم ومعرفة واسعة، يقوم على المراجعة والتوثيق وأسلوب توصيل المعلومة واستيعابها، فكان إذا تناول مسألة لا يتركها حتى يراجع ما ورد عنها، ولا يملّ التطويل حتى يتبين الصواب، إذا قرأ كتاباً ملأ حواشيه بتعليقات جمعت ما ورد عنها من أقوال في كثير من الكتب، حتى تكتمل المعرفة والإحاطة، كان منصفاً في البحث عن الآراء غير متعصب لقوله أو قول أحد شيوخه بهدف ظهور الحق سواء عنه أو عن غيره.

## صفاته وأخلاقه
وصفه الملك عبد العزيز حينما أرسله مع ابنه الأمير فيصل في الجيش المتوجه إلى عسير بأنه ذا رأي صائب ممن عركتهم التجارب، ووصفه الشيخ محمد بن عثمان بن صالح القاضي بأنه العالِم المحقق المدقق. ترجم له عمر بن عبد الجبار فأثنى عليه بسعة الإطلاع، ووصفه بالمكانة المرموقة والمهابة والوقار، وأنه منذ أن نشأ حتى أرهقته الشيخوخة قائم بواجب الأمر بالمعروف والنهي عن المنكر.
ذكر ابنه الشيخ حسن أنه نصحه يوماً قائلاً: اسمع يا بني لا تحاول يوماً أن تنتصر لنفسك، فإن كنت على حق فسيدافع الله عنك وإن لم تكن عليه فليكن حديثهم عنك دافعاً لك إلى العودة إلى الحق الذي لا أرتضي لك مجاوزته. وقال لي يوماً: أوصيك بصلة الرحم، فصلتها خير لك من دنياك، وكان كثيراً ما يستشهد بالأحاديث النبوية التي تحث على صلة الرحم، ويردد قول الرسول ﷺ ((ليس الواصل بالمكافئ)). نصح أحد مرافقيه الذي كان يمشي خلفه، فأخذ بيمينه وقال له: هكذا ينبغي أن تكون مع من هو أكبر منك علماً أو سناً: لتترك شماله لحاجته ولا تمش خلفه، بل تكون في موقف المصلي المنفرد مع إمامه.

## مواقف مشهودة
كانت له مواقف مشهودة تدل على شجاعته وإخلاصه، وسعة فهمه ودقة ملاحظته زادت من ثقة الملك عبد العزيز وتمسكه به، وهي مواقف كثيرة، ولكن من أشهرها أنه عندما دخل الملك عبد العزيز مكة المكرمة وجد فيها بعض المظاهر المخالفة للعقيدة، وبعض البدع التي تتنافى مع التوحيد، فأشار عليه الشيخ بإزالتها ولكن الملك عبد العزيز رأى التريث بعض الوقت حتى تستقر الأمور وتطمئن النفوس ثم تزال شيئاً فشيئاً حتى لا يحدث شيء من التشويش وعدم الفهم، لكن الشيخ لم يقتنع وأصر على رأيه بأن هذه الأمور لا تحتمل التأجيل وأن الله الا بد أن ينصر دينه وأوليائه ويرد كيد الكائدين، فما كان من الملك عبد العزيز إلا أن يكبر موقف الشيخ ويشاطره رأيه عن قناعة تامة.
موقف آخر يدل على صدق الشيخ ونصحه لولاة الأمر، كما يعبر عن اعتزازه وحرصه على مكانة العلماء وسماحتهم، حدث هذا الموقف عندما دعا الملك عبد العزيز العلماء إلى اجتماع في جده وعند اكتمال حضورهم بادرهم بأنه يريد أن يتكلم في أمر لا يسمح فيه لأحد أن يناقشه أو يعترض عليه، وقبل أن يبدأ الكلام بادر الشيخ عبد الله بمغادرة المكان مما أثار استغراب الملك عبد العزيز فسأله عن دافع رجوعه فأخبره أنه لا يجد مبرراً للبقاء لأن مهمة العلماء إبداء الرأي والمشورة وبيان الحكم الشرعي فالنصيحة لله ولرسوله ولأئمة المسلمين وعامتهم عندها تدارك الملك عبد العزيز فأيد الشيخ في موقفه مع الإكبار والتقدير.

## كتب عنه
- من أعلام القضاء الشيخ عبد الله بن حسن آل الشيخ - مجلة العدل – العدد التاسع عشر – محمد بن عبد الله المقرن - رجب 1424هـ/ 2003م.
- الشيخ عبد الله بن حسن آل الشيخ حياته وجهوده - جامعة أم القرى، سلسلة السير والآثار العلمية العدد 9 - الوليد بن عبد الرحمن آل فريان - 1426هـ/ 2005م.

## وفاته
انقطع في آخر حياته للعبادة والتدريس والإشراف على طباعة كتب العقيدة ونشرها وتوزيعها، واستناب ابنه عبد العزيز حينما بلغ التسعين من عمره، وأصيب بانفكاك في مفصل الورك نتيجة عثرته في ماء، فكان يتحرك في عربة ويرابط في الحرم بين الصلاتين ثم يعود إلى منزله المجاور للحرم.
اشتدت عليه الأمراض وتوالت حتى وافته منيته صباح السبت 7 من رجب عام 1378 هـ. صُلِّي عليه في المسجد الحرام وكان الملك سعود في مقدمة المصلين عليه والمشيِّعين لجُثمانه إلى مقبرة العدل في مكة المكرَّمة، وشارك في تشييعه جمعٌ غفير من أهل مكة وما حولها، وصُلِّي عليه صلاة الغائب في مساجد المملكة، ونعَتْه الصحف السعودية ورثاه العلماء والكتَّاب بمقالات ومَراثٍ عدَّدت مآثره وفضائله وأعماله، تعزِّي المسلمين بفقده نظمًا ونثرًا.

## طالع أيضًا
- عبد اللطيف بن عبد الرحمن بن حسن آل الشيخ
- عبد الرحمن بن عبد اللطيف بن عبد الرحمن آل الشيخ
- محمد بن إبراهيم بن عبد اللطيف آل الشيخ
- عبد الله بن عبد الرحمن بن عبد اللطيف آل الشيخ

## وصلات خارجية
- برنامج عرفة منبر الأرض | الحلقة 2 - الشيخ عبد الله بن حسن بن حسين آل الشيخ